# Serie A2 2021-2022 (pallanuoto femminile)
La Serie A2 2021-2022 è stata la 38ª edizione di questo torneo, che dal 1984-1985 rappresenta il secondo livello del campionato italiano femminile di pallanuoto.
Il campionato era suddiviso in due fasi, la prima fase, con gare di andata e ritorno, è iniziata il 13 febbraio 2022 e si è conclusa il 19 giugno 2022; i play-off si sono svolti dal 25 giugno 2022 al 10 luglio 2022 ed ha decretato le due squadre promosse in Serie A1.
Le 20 squadre partecipanti sono suddivise in due gironi, il Girone Nord ed il Girone Sud.
Nessuna squadra è retrocessa dalla Serie A1 2020-2021.

## Squadre partecipanti

### Girone Nord
| Club                 | Città                    | Piscina                        | Stagione 2021-2022    |
| -------------------- | ------------------------ | ------------------------------ | --------------------- |
| 2001 Padova          | Padova                   | Centro Sportivo Plebiscito     | in Serie A2 2020-2021 |
| AN Brescia           | Brescia                  | Centro natatorio Mompiano      | in Serie A2 2020-2021 |
| Aquatica Torino      | Torino                   | Piscina comunale               | in Serie A2 2020-2021 |
| Bologna              | Bologna                  | Centro Sportivo dello Sterlino | in Serie A2 2020-2021 |
| Firenze              | Firenze                  | Piscina Goffredo Nannini       | in Serie B 2020-2021  |
| Imperia              | Imperia                  | Piscina Felice Cascione        | in Serie A2 2020-2021 |
| Locatelli Genova     | Genova                   | Piscina Sciorba                | in Serie A2 2020-2021 |
| Promogest            | Quartu Sant'Elena (CA)   | Centro Nuoto                   | in Serie A2 2020-2021 |
| Rapallo              | Rapallo (GE)             | Piscina Olimpica Comunale      | Serie A2 2020-2021    |
| Pallanuoto Treviglio | Romano di Lombardia (BG) | Piscina Comunale               | in Serie A2 2020-2021 |

### Girone Sud
| Club            | Città                          | Piscina                             | Stagione 2020-2021    |
| --------------- | ------------------------------ | ----------------------------------- | --------------------- |
| Brizz Acireale  | Acireale (CT)                  | Piscina Comunale                    | in Serie A2 2020-2021 |
| F&D H2O         | Velletri (RM)                  | Evolution Fit Village (Lariano, RM) | in Serie A2 2020-2021 |
| Castelli Romani | Ariccia (RM)                   | Centro sportivo Castelli Romani     | in Serie A2 2020-2021 |
| Cosenza         | Cosenza                        | Piscina comunale                    | in Serie A2 2020-2021 |
| Lazio           | Roma                           | Piscina del Passetto                | in Serie A2 2020-2021 |
| Napoli Lions    | Napoli                         | Piscina Comunale                    | in Serie A2 2020-2021 |
| Tolentino       | Tolentino                      | Piscina comunale                    | in Serie B 2020-2021  |
| Torre Del Grifo | Mascalucia (CT)                | Piscina di Nesima                   | in Serie A2 2020-2021 |
| Roma Vis Nova   | Roma                           | Stadio Olimpico del Nuoto           | in Serie A2 2020-2021 |
| Volturno        | Santa Maria Capua Vetere (NA)) | Piscina Comunale                    | in Serie A2 2020-2021 |